# Route nationale 134
La Route Nationale 134 (en español, Carretera Nacional 134), o también abreviada RN 134 es una carretera nacional francesa que históricamente unía primeramente las localidades de Roquefort (Landas) hasta 1972, y después entre 1973 y 2006 Saugnacq-et-Muret (Landas), con el puerto de Somport (Pirineos Atlánticos) en la frontera con España. Actualmente el tramo que sigue perteneciendo a las red de carreteras nacionales francesas es el comprendido entre Pau y el puerto de Somport. El resto de tramos al norte de Pau han sido transferidos a los departamentos correspondientes. Su antiguo trazado es renombrado como RD 934 en las Landas en 1973 y como RD 834 en los departamentos de las Landas en 2006, del Gers y de los Pirineos Atlánticos.
Originalmente, la carretera fue nombrada de 1811 hasta 1824 Route Imperiale 154, une Burdeos hasta el Puerto del Somport.

## Importancia estratégica
Esta carretera pertenece a la ruta europea E07, que de manera global supone un corredor que une las ciudades de Burdeos y Zaragoza a través del puerto de Somport, históricamente uno de los pasos de montaña más importantes del Pirineo. Más recientemente ha sido subrayada su importancia en diversos proyectos estratégicos de infraestructuras de la Unión Europea (Eje 16 de la Red Transeuropea de Transporte) y más conocido bajo la denominación de Travesía central del Pirineo. Sin embargo, su prioridad ha quedado en suspenso tras la redefinición de dichos corredores en 2011.
En los tramos al norte de Pau que históricamente han pertenecido a esta carretera, se ha visto sustituida en su función por la autopista de nueva construcción A 65, que por otro lado motiva la transferencia de la gestión de estos tramos de carretera a las administraciones departamentales correspondientes.
En España, la RN 134 se prolonga en la carretera N-330 que continúa hasta Valencia, pasando por Huesca, Zaragoza y Teruel, atravesando de norte a sur Aragón. Igualmente, en territorio español este eje es modernizado mediante la construcción de la autovía A-23.
Por estas razones esta carretera forma parte de un eje que comunica el arco atlántico francés con el arco mediterráneo español sin utilizar los pasos tradicionales y altamente saturados de Irún-Hendaya al oeste y La Junquera-El Pertús al este. Sin embargo la resolución técnica del tramo central, entre Pau y Jaca aún no ha sido plenamente resuelta por los problemas medioambientales que supondría para los valles de Aspe y del Aragón. En este sentido la única infraestructura que resuelve en parte el tramo más complicado de la travesía montañosa es el túnel de Somport.

## Trazado

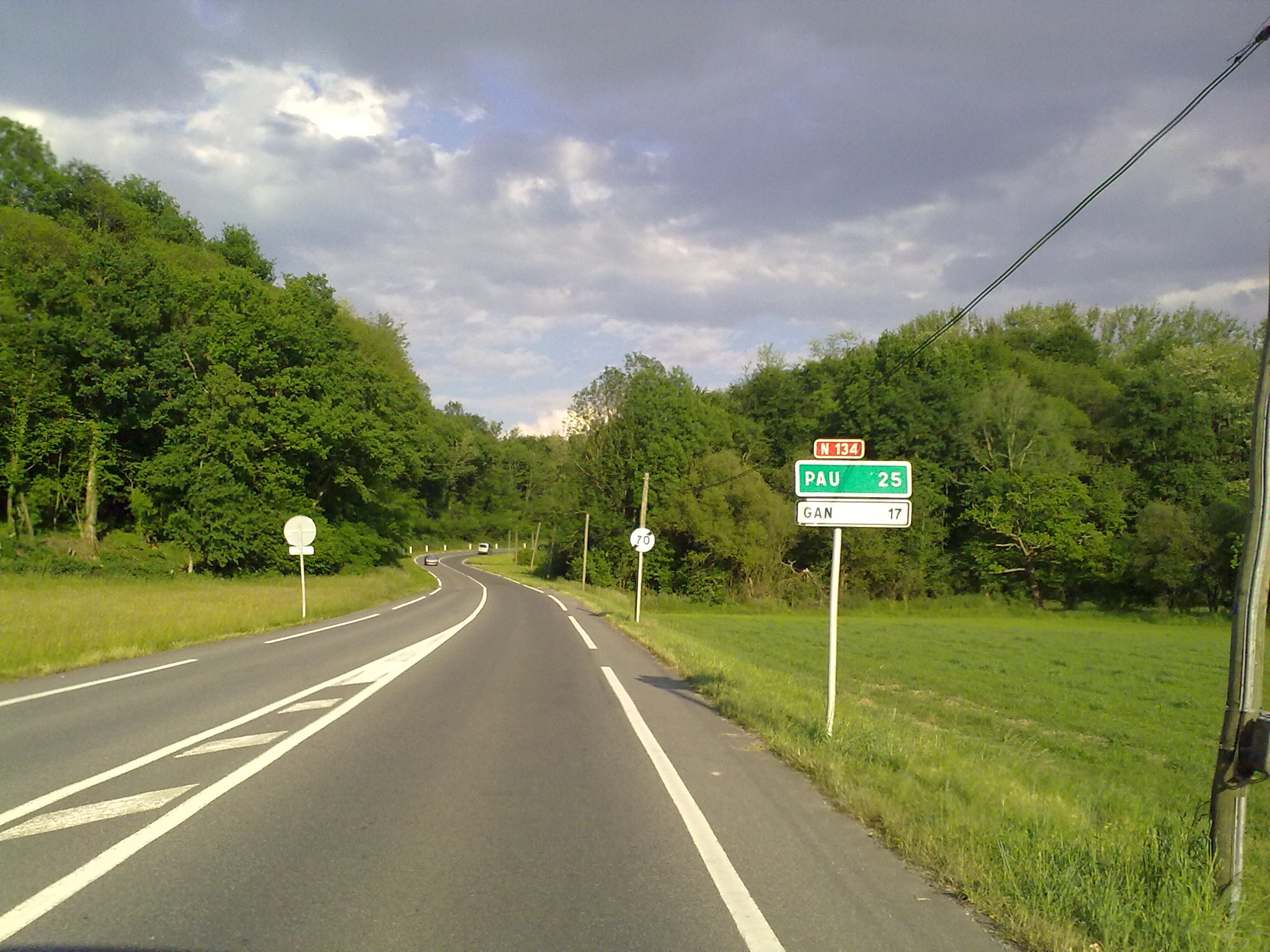
La RN 134 en Herrère.

### Roquefort -Col du Somport

#### Roquefort - Aire-sur-l'Adour (1811-1973)
El tramo histórica de 1811 hasta 1973 iba de Roquefort, donde se separaba de la N 10 (Carretera nacional 10 que unió París y Irún (del lado español la Carretera Nacional N-I). hasta el Puerto de Somport (Huesca). 
En 1949, la N 10 intercambio su número con la Route nationale 132 (Carretera nacional 132 que unió Burdeos hasta Saint-Jean Pied de Port). Resultando en 1973 que el trazado fue modificado para unir el nuevo trazado de la Autovía N 10, convertida en una Autopista, hasta Mont-de-Marsan. 
Carretera básica  D 934  :
- Roquefort
- Pillelardit
- Villeneuve-de-Marsan
- Saint-Gein
- Les Arbouts
- Marquestau
- Coumat
- Aire-sur-l'Adour  D 834 ,  D 824   D 935

#### Saugnacq-et-Muret - Aire-sur-l'Adour (de 1973 à 2006)

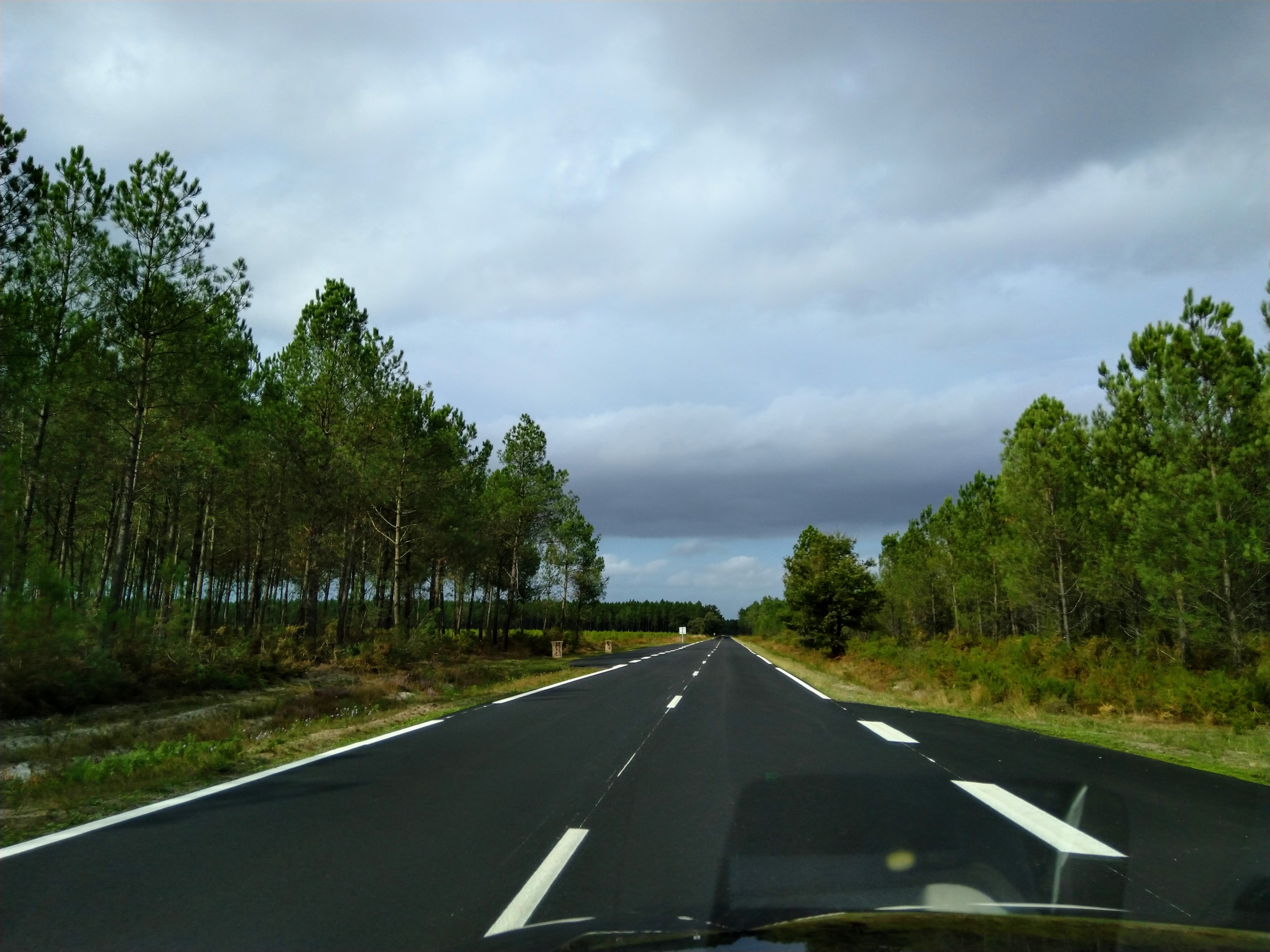
D834 cerca de Pissos

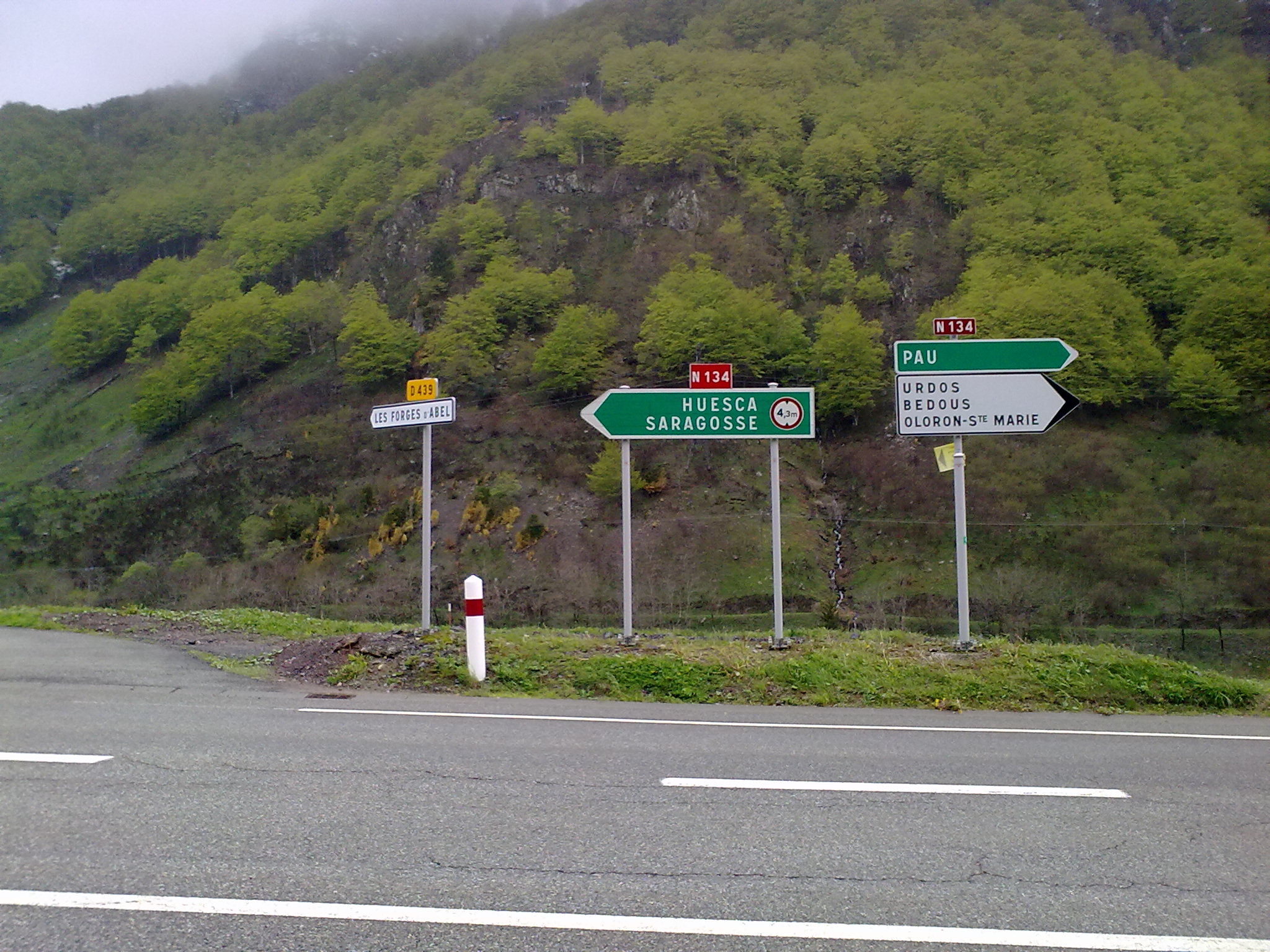
La RN 134 en Les Forges d'Abel.

Carretera básica  D 834 
- Saugnacq-et-Muret  A 63 ,   18  (km 0)
- Moustey (km 7)
- Pissos (km 12)
- Trensacq (km 24)
- Sabres (km 31)
- Perrègue, commune de Sabres (km 32)
- Garein (km 45)
- Uchacq-et-Parentis (km 60)
- Mont-de-Marsan (km 67)
- la  D 834  se une con la  D 824  desde Mont-de-Marsan hasta Aire-sur-l'Adour.

Carretera básica  D 834  :
- Aire-sur-l'Adour
- Ségos
- Saint-Agnet
- Sarron
- Garlin
- Boueilho
- Jeancoste
- Auriac
- Astis
- Navailles
- Le Luy
- Lons
- Billière
- Pau (la carretera se convierte en la Calle de Burdeos), la carretera  D 834  se une con la Ronda Norte de Pau (nombrada  D 817 ) antes de divertirse y desviar Pau por Oeste por la Via Nord-Sud  y acabar en la Ronda Sur de Pau (nombrada   D 802   E 7  ), antiguamente nombrado   D 2  hasta la actual  N 134 .

#### Pau -Col du Somport
Carretera nacional  N 134   E 7 
- Jurançon
- Gan  D 934   N 2134
- Bernadou
- Herrère de Bas
- Oloron-Sainte-Marie  D 936
- Bidos
- Gurmençon
- Asasp-Arros
- Sarrance
- Bedous
- L'Estanguet
- Cette-Eygun
- Etsaut
- Urdos
- Les Forges d'Abel  N 1134   E 7  (ruta de acceso del Túnel de Somport)

Carretera nacional  N 134 
- Col du Somport :  España  N-330a